# Acacia pycnantha
Espèce
Classification phylogénétique
Acacia pycnantha, également appelé mimosa doré ou acacia doré, est une espèce de plantes dicotylédones de la famille des Fabaceae, sous-famille des Mimosoideae. C'est un petit arbre ou un arbuste originaire d'Australie.
Ce sont des arbres largement cultivés dans les régions à climat méditerranéen  comme arbres d'ornement ou pour la fleur coupée (vendues sous le nom de mimosas).
L'espèce est considérée comme envahissante dans certaines régions de monde.
Cette plante est un emblème officiel de l'Australie depuis 1988.

## Étymologie
L'épithète spécifique, « pycnantha », est un terme dérivé de deux racines grecques : πυκνός (pyknos), « dense, compact » et ᾰ̓́νθος  (anthos) « fleur », en référence au groupe très dense de fleurs qui constitue l'inflorescence globuleuse de cette plante.

## Description

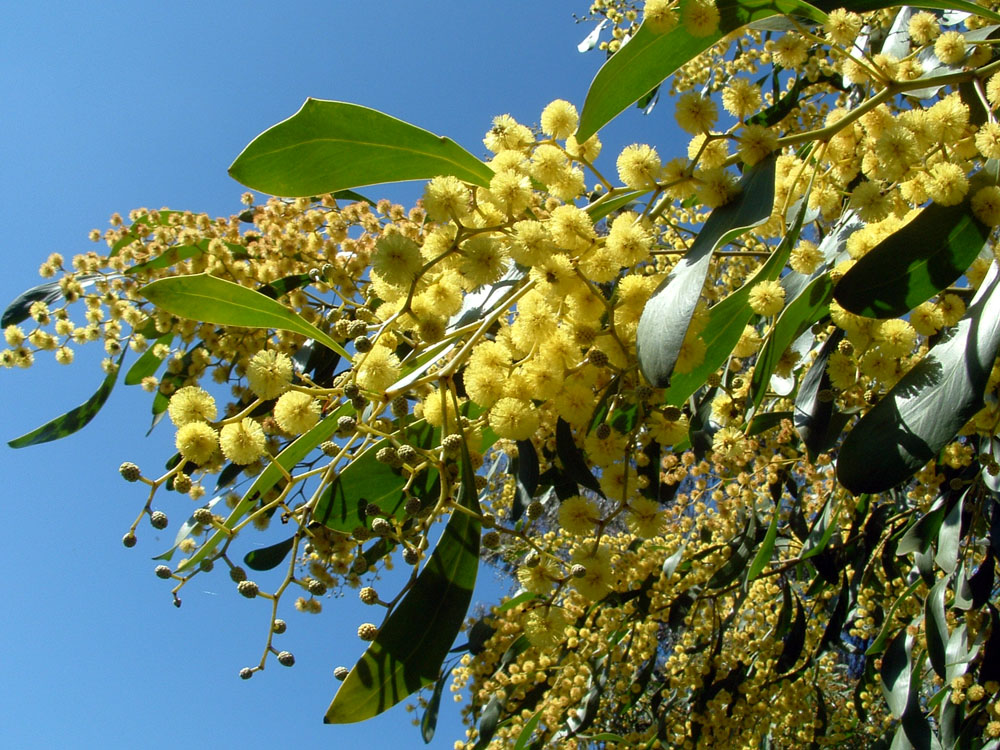
Mimosa doré en pleine floraison.

Acacia pycnantha est un grand arbuste ou un petit arbre, à courte vie, à port érigé et étalé, pouvant atteindre de 3 à 8 mètres de haut, bien que des arbres atteignant 12 mètres de haut ont été signalés au Maroc. Il s’agit cependant d’une espèce assez variable et on peut rencontrer des formes petites, minces, qui fleurissent parfois alors qu'elles n'ont que 0,5 à 1 mètre de haut.
L'écorce, de couleur généralement brun foncé à gris, est lisse chez les jeunes plants même si elle peut être rugueuse et sillonnée chez les arbres plus vieux.
Les rameaux peuvent être nus et lisses ou couverts d'une pruine blanche.
Les arbres adultes n'ont pas de vraies feuilles mais des phyllodes - dérivant de pétioles aplatis et élargis, à nervures longitudinales, qui pendent aux branches. Falciformes à oblancéolés, brillants, vert foncé, ils mesurent de  9 à 15  cm de long sur 1 à 4 cm de large.
Les nouvelles pousses ont une couleur bronzée.
Des observations sur le terrain réalisées au Parc de conservation de Hale montrent que la majeure partie de la nouvelle croissance se produit au printemps et en été, d’octobre à janvier.

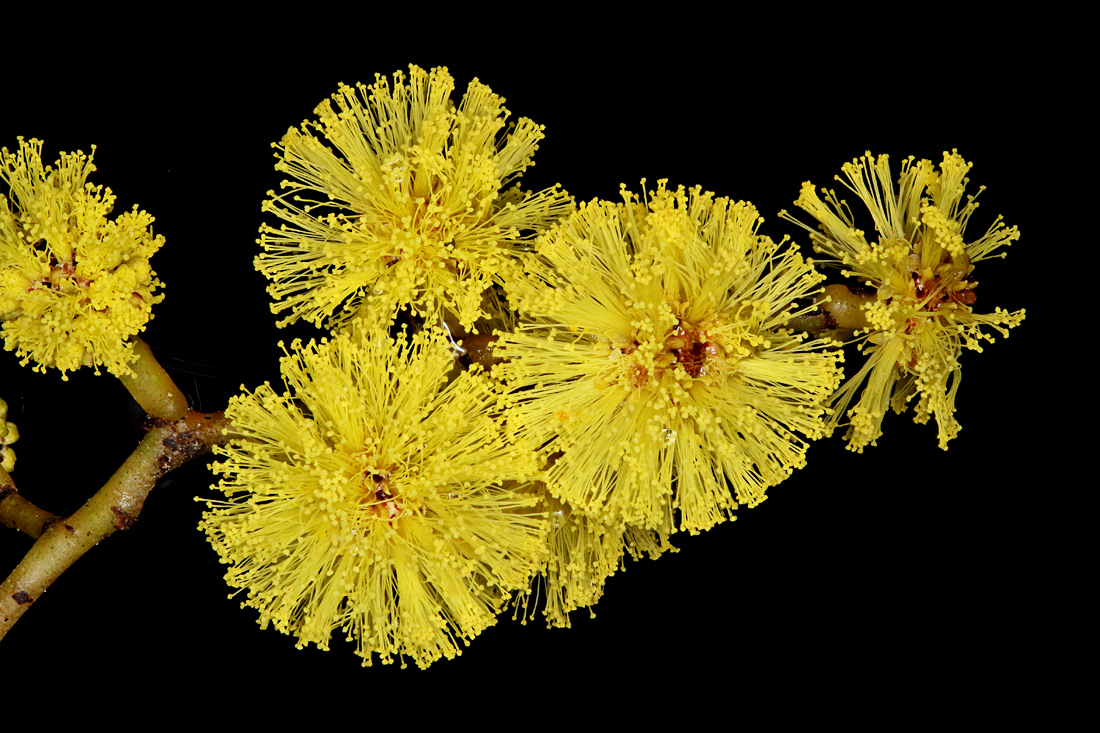
Inflorescences en gros plan.

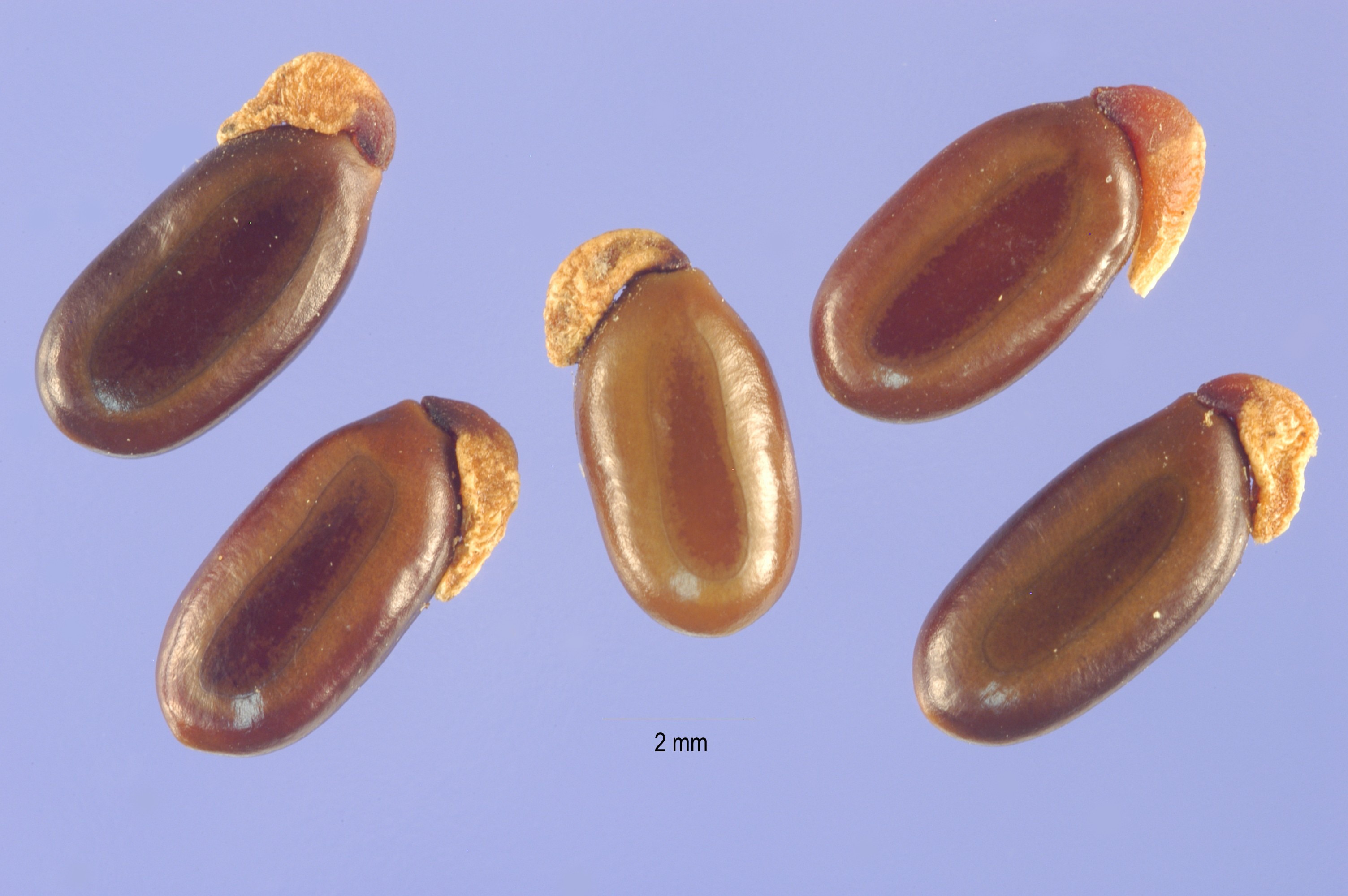
Graines.

Les fleurs, très  petites, jaunes brillant ou jaune d'or, ont un aspect duveteux en raison de la présence de nombreuses étamines. Elles comptent cinq pétales et sépales relativement peu visibles.
Elles sont  groupées, par 40 à 100 fleurs, en têtes denses de 6 à 10 mm de diamètre portées par un court pédoncule, de 2 à 6 mm de long, épais et glabre.
Ces têtes globuleuses, ou glomérules, sont elles-mêmes disposées alternativement le long d’axes florifères de 2 à 15 cm de long insérés à l'aisselle des feuilles supérieures. Ces inflorescences allongées contiennent de 4 à 23 glomérules et peuvent être ramifiées ou non, formant ainsi des panicules  ou des racèmes composés.
La floraison intervient  de la fin de l’hiver à la fin du printemps (c’est-à-dire de juillet à novembre en Australie).
Le fruit est une gousse étroite et très allongée, de 5 à 14 cm de long sur 5 à 8 mm de large, glabre et quelque peu aplatie, droite ou légèrement incurvée, et parfois légèrement contractée entre chaque graine. Les gousses, vertes à l'état jeune, virent au brun ou au brun foncé à maturité. Elles sont déhiscentes, s’ouvrant d’un côté  à maturité pour libérer les graines. Celles-ci sont noires, légèrement brillantes, de forme oblongue, mesurant de 5 à 6 mm de long. Elles sont attachées à une arille charnue en forme de massue.

## Biologie
Cette espèce ne se reproduit que par ses graines, qui ont une longue durée de vie et germent facilement après un incendie. Les graines sont dispersées principalement par les fourmis et les oiseaux attirés par les arilles charnues. Elles sont probablement également transmises par le vent, l'eau et le transfert des déchets de jardin.

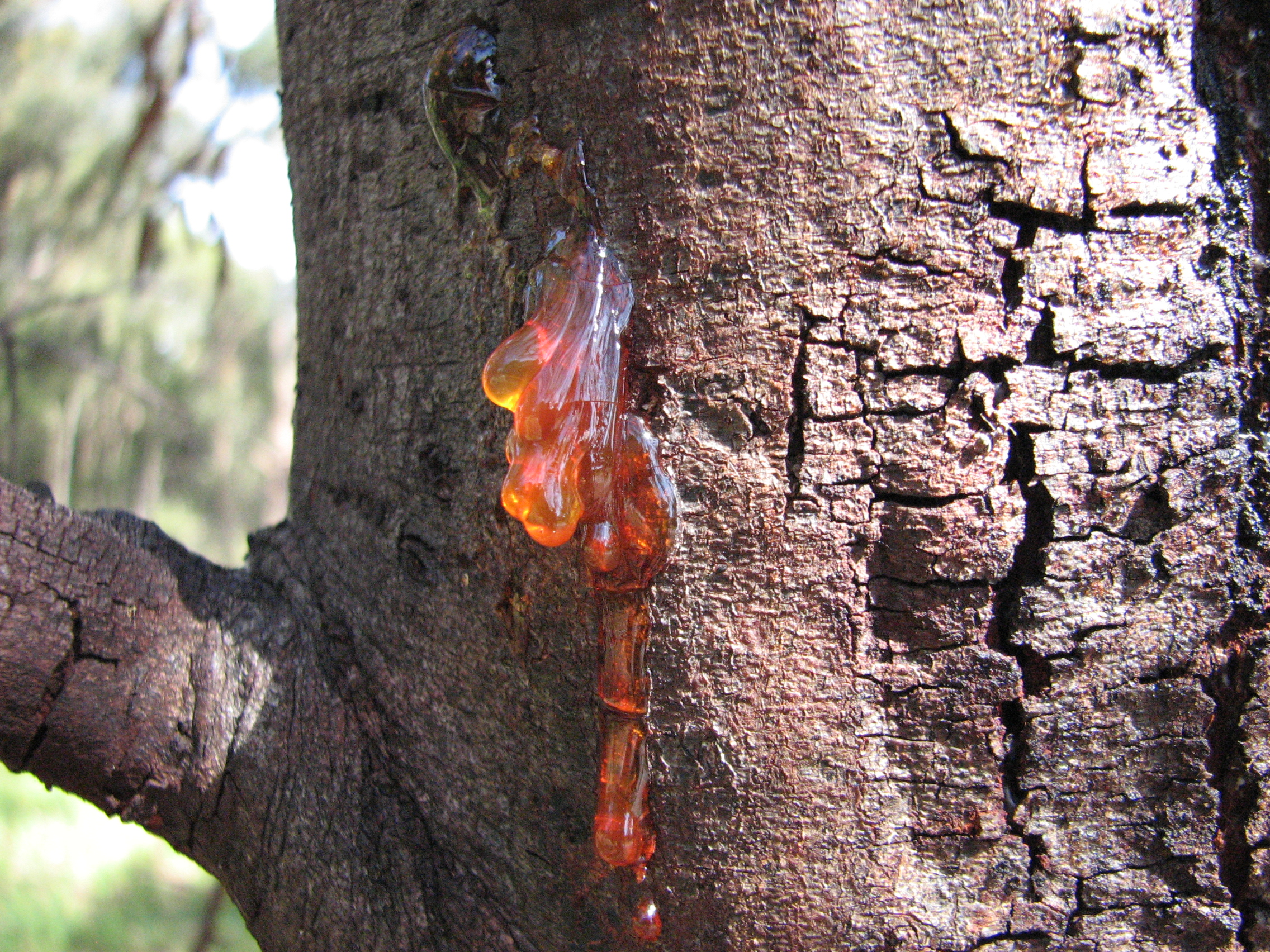
Tronc exsudant de la gomme.

Comme beaucoup d'autres espèces d'acacias, Acacia pycnantha exsude de la gomme quand il est stressé.
Acacia pycnantha peut être affecté par une vaste gamme d'insectes ravageurs et de maladies fongiques. parmi ces dernières on peut citer les rouilles dues à Uromyces phyllidorium, Uromyces simplex, Uromyces tepperianum.

## Distribution et habitat
L'aire de répartition originelle d’Acacia pycnantha s'étend dans le sud-est de l'Australie depuis la péninsule d'Eyre et la chaîne de Flinders  dans le sud de l'Australie-Méridionale  jusque, vers le nord, aux régions intérieures de la Nouvelle-Galles du Sud et du territoire de la capitale australienne,.
Cette espèce s'est répandue dans plusieurs régions d'Australie où elle s'est naturalisée : dans le sud-ouest et le sud de l'Australie-Occidentale et dans l'est de la Tasmanie, ainsi que dans le centre de la Nouvelle-Galles du Sud.
En Australie-Occidentale, Acacia pycnantha est particulièrement répandue dans la ceinture céréalière de l'Ouest et dans les Darling Ranges de Perth à Albany. On l'a également signalée plus à l'est près d'Espérance et dans l'intérieur des terres près de Kalgoorlie. En Nouvelle-Galles du Sud, on l'a déclarée naturalisée dans plusieurs régions de l'État, en particulier près de Sydney, dans les districts côtiers du centre.
Hors d'Australie, cette espèce a également été naturalisée dans diverses régions du monde, où elle a été largement cultivée. C'est le cas notamment en Afrique australe (Afrique du Sud et Tanzanie), en Nouvelle-Zélande, en Asie (Inde et Indonésie), en Europe (Italie, Portugal et Sardaigne) et dans l'ouest des États-Unis (Californie). En Afrique du Sud, l'acacia doré a été introduit entre 1858 et 1865  dans les régions du Cap et de Port-Elisabeth pour la stabilisation des dunes et la production de tanin. De là il s'est répandu le long des cours d'eau dans les fynbos jusqu'à la limite avec le karoo.
Ces plantes croissent dans des milieux secs, prairies, landes, bois et forêts sclérophylles, comme les forêts ouvertes  d'eucalyptus, sur des sols secs et peu profonds, sablonneux ou pierreux, ainsi que sur des loams rouges.
Dans les régions où il s'est naturalisé en Australie, hors de son aire d'origine, l'acacia doré se rencontre fréquemment au bord des routes et dans les bois proches. En Tasmanie, il pousse dans les sites côtiers sablonneux et dans les zones sèches du nord-est de l'État,.

### Caractère envahissant
Acacia pycnantha est considérée comme une plante envahissante dans certaines régions de l'Australie-Occidentale, en Afrique du Sud, au Portugal et potentiellement en Californie.
En Afrique du Sud, où elle s'est implantée dans les provinces du Cap-Occidental et Cap-Oriental, l'espèce a été classée comme plante envahissante, catégorie 1b selon la loi sur la biodiversité de 2004 (Biodiversity Act). Elle y concurrence les espèces indigènes et les remplace, envahissant les formations de  fynbos côtiers et montagnards, ainsi que les rives des cours d'eau et les bords de routes.
Au Portugal, l'acacia doré forme des peuplements denses inhibant le développement de la végétation indigène dans le centre et le sud du pays (provinces de Beira Litoral, Beira Baixa, Estremadura, Ribatejo, Alto Alentejo, Algarve). Classée envahissante par le décret-loi  n°565/99 du 21 décembre 1999, cette espèce y est cependant beaucoup moins fréquente que d'autres acacias, notamment Acacia dealbata, Acacia melanoxylon ou Acacia longifolia.

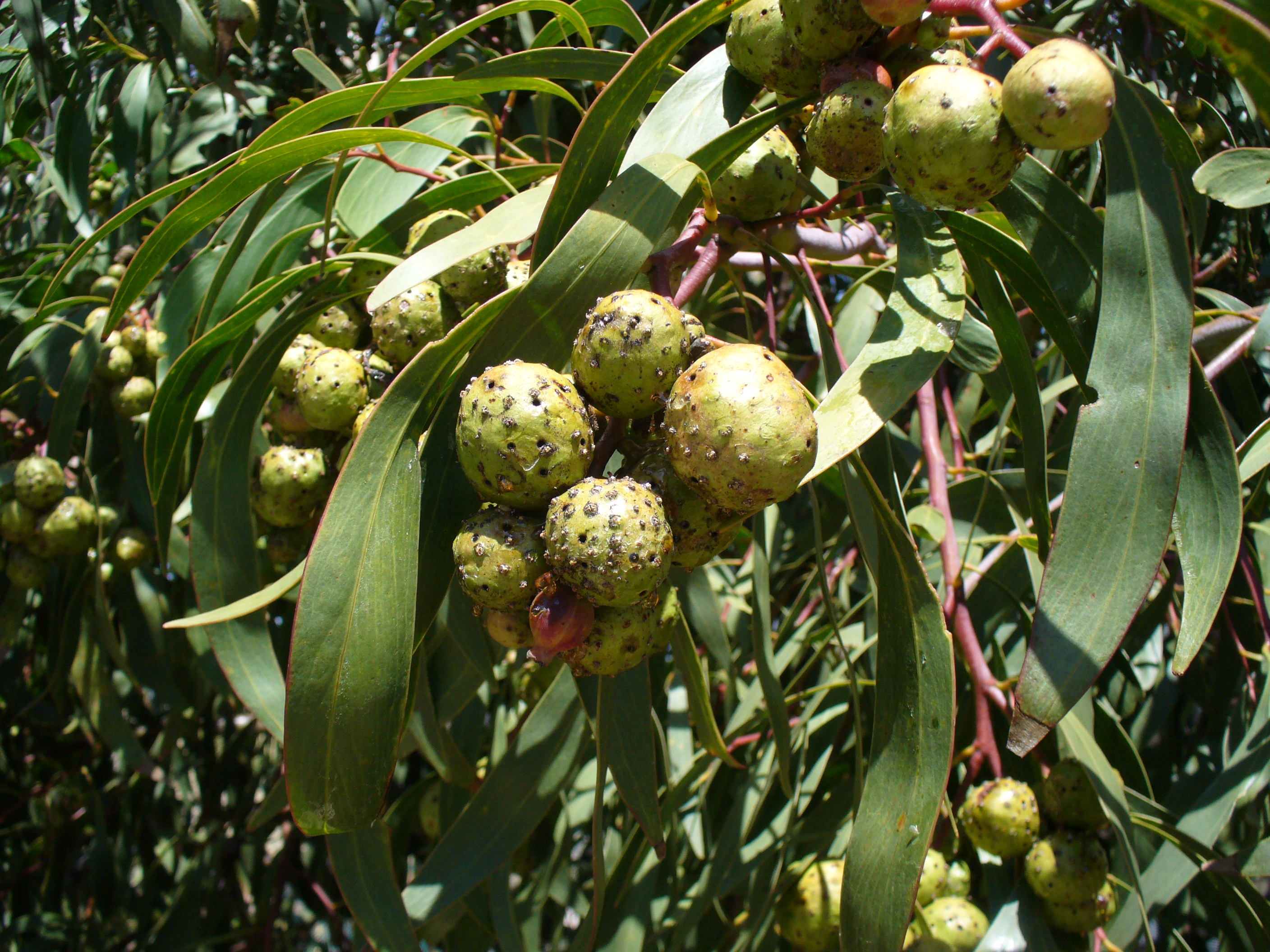
Galles provoquées par les guêpes Trichilogaster signiventris sur un acacia doré en Afrique du Sud.

Les méthodes de lutte contre cette espèce comprennent des méthodes physiques (arrachage manuel ou mécanique, coupe des troncs au ras du sol), chimiques (désherbants foliaires ou injection de glyphosate dans les souches arasées), biologique à l'aide d'insectes parasites, thermiques par des incendies provoqués. Cette dernière méthode, combinée avec les précédentes, vise à réduire sensiblement la banque de semences du sol, tant en en détruisant une partie des semences qu'en stimulant la germination des graines subsistantes.
La guêpe cécidogène, Trichilogaster signiventris, a été introduite en Afrique du Sud à deux reprises en 1987 et en 1992 dans le cadre de la lutte biologique. Elle s'est établie dans toute l'aire de répartition à partir de 1999 et a réduit significativement la capacité des arbres de se reproduire.
Les guêpes adultes pondent leurs œufs dans les boutons floraux en été. Après l'éclosion des œufs en mai et juin, les larves provoquent la formation de galles ressemblant à des grains de raisin et empêchent le développement des fleurs. Le poids des galles et leur nombre sont parfois si importants qu'ils peuvent entraîner la cassure des branches.
En complément, une autre espèce d'insectes, Melanterius compactus, le charançon des graines d'acacia, a été introduite en 2001 pour réduire la production de graines et s'est également révélée efficace.

## Taxinomie
L'espèce Acacia pycnantha a été décrite par le botaniste anglais George Bentham et publiée dans le London Journal of Botany en 1842.
Le spécimen-type a été collecté par l'explorateur Thomas Mitchell dans le nord de l'actuel État de Victoria entre la localité de Pyramid Hill et la rivière Loddon,.
Bentham pensait que cette espèce était apparentée à Acacia leiophylla, qu'il a décrite dans le même article.
Le botaniste australien du Queensland, Leslie Pedley, a reclassé Acacia pycnantha sous le nom de Racosperma pycnanthum en 2003, dans sa proposition de reclasser la plupart des espèces australienne du genre Acacia dans un nouveau genre, Racosperma. Toutefois, ce nom est traité désormais comme un synonyme du nom originel.
En 1851, le naturaliste allemand, Johann Georg Christian Lehmann, décrivit une nouvelle espèce, Acacia petiolaris, à partir d'un spécimen du jardin botanique de Hambourg, issu de graines censées provenir de la colonie de la rivière Swan (Perth). En 1855, le botaniste suisse, Carl Meissner, décrivit une autre espèce, Acacia falcinella, à partir d'un spécimen provenant de Port Lincoln. Les deux ont été reclassées dans Acacia pycnantha par Bentham dans sa Flora Australiensis publiée en 1864, mais il définit une possible sous-espèce, angustifolia, basée sur du matériel provenant du golfe Spencer, aux phyllodes plus étroits et aux inflorescences moins nombvreuses.
Cependant, aucune sous-espèce n'est actuellement reconnue, même si une classification officieuse distingue des formes de zones humides et de zones sèches, les dernières ayant des phyllodes plus étroits.

En 1921 Joseph Maiden décrivit une espèce qu'il nomma Acacia westonii d'après des spécimens collectés sur les pentes nord et ouest du mont Jerrabomberra, près de Queanbeyan (Nouvelle-Galles du Sud). Il considéra que cette plante était très semblable à Acacia pycnantha, mais néanmoins distincte, et ne savait ,pas si elle méritait le rang d'espèce. Son collègue Richard Hind Cambage, après l'avoir cultivée à partir de semis, a rapporté que les tiges de cette plante présentaient beaucoup plus d'entrenoeuds que celle d’A. pycnantha, et que les phyllodes semblaient avoir trois  nectaires extra-floraux contre un seul chez Acacia pycnantha. Elle est désormais considérée comme un synonyme d'A. pycnantha.

### Synonymes
Selon The Plant List (10 mars 2019)
- Acacia falcinella "Meissner,  non Tausch"
- Acacia falcinella Meisn.[28]
- Acacia leiophylla "Benth., p.p."
- Acacia petiolaris Lehm.
- Acacia westoni Maiden
- Acacia westonii Maiden[28]
- Racosperma pycnanthum (Benth.) Pedley[28]

### Liste des variétés
Selon Tropicos (10 mars 2019) (Attention liste brute contenant possiblement des synonymes) :
- Acacia pycnantha var. angustifolia Benth.
- Acacia pycnantha var. petiolaris H. Vilm.

### Hybrides
Des hybrides de cette espèce sont connus dans la nature et en culture. Dans le parc national du Grand Bendigo, près de Bendigo (Victoria), des hybrides présumés avec Acacia williamsonii ont été identifiés. Ils ressemblent à  Acacia hakeoides.
Des  hybrides horticoles, issus de croisements avec le mimosa argenté du Queensland (Acacia podalyriifolia) et cultivés en Europe, ont reçu les noms d’Acacia x siebertiana L.Winter ex A.Berger et Acacia x deneufvillei  L.Winter ex A.Berger,.

## Symbolique

Armes de l'Australie.

L'idée de considérer Acacia pycnantha, appelée  Golden Wattle en Australie, comme la  « fleur nationale » de l'Australie était généralement admise par la population depuis longtemps, mais la proclamation officielle de cet emblème floral national date du  1er septembre 1988, année du bicentenaire de l'Australie (en). Une cérémonie se déroule ce jour-là dans les jardins botaniques nationaux australiens, avec l'annonce officielle par le ministre de l'Intérieur, Robert Ray (en), et la plantation d'un mimosa doré (Golden Wattle) par Hazel Hawke (en), épouse du Premier ministre, Bob Hawke. Quatre ans plus tard, en 1992, Ros Kelly (en), ministre de l'Environnement, proclame officiellement le 1er septembre « Journée nationale de l'Acacia » (National Wattle Day).
Les ornements extérieurs des armoiries australiennes comprennent une couronne de mimosa fleurie, avec des grappes de glomérules sphériques de couleur jaune et bleu-gris et des phyllodes verts caractéristiques de nombreuses espèces du genre Acacia, sans que l'on puisse précisément identifier le mimosa doré. Dans certaines versions des armoiries, ces rameaux fleuris sont même stylisés. De même, les couleurs vert et or utilisées par les équipes sportives internationales australiennes ont été inspirées par les couleurs des acacias en général, et pas spécifiquement par le mimosa doré.

## Utilisation

### Tanin

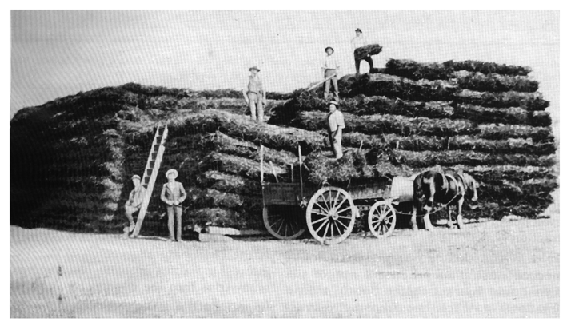
Récolte d'écorces de mimosa doré en Australie-Méridionale, avant exportation pour les tanneries (années 1800).

L'acacia doré a été cultivé dans les régions tempérées du monde entier pour le tanin de son écorce, car il offre le rendement le plus élevé parmi tous les acacias. Cette exploitation a contribué à la déforestation de certaines régions de l'Australie. Elle est désormais limitée à certaines communautés rurales.
Les arbres peuvent être récoltés pour le tanin lorsqu'ils sont âgés de sept à dix ans.

### Bois
L'utilisation commerciale de son bois comme bois d'oeuvre est limitée par la petite taille des arbres, mais sa valeur en tant que bois de chauffage est élevée. Il est néanmoins utilisé en tournerie

### Fleurs
Les fleurs parfumées ont été utilisées pour la fabrication de parfums, et la production de miel dans les zones humides. Le pollen abondant est apprécié par les abeilles, il est cependant trop sec pour qu'elles puisent le collecter dans les climats secs.
Dans le sud de l'Europe, c'est l'une des nombreuses espèces cultivées pour le commerce des fleurs coupées, vendues sous le nom de « mimosas ».

### Arbre
L'acacia doré est parfois planté comme arbre d'ornement le long des rues et comme arbre d'ombrage pour abriter le bétail. Il est parfois planté en combinaison avec Eucalyptus cladocalyx pour former des brise-vents à deux étages, les eucalyptus atteignant 20 à 30 mètres de haut.